# Non tutti hanno la fortuna di aver avuto i genitori comunisti
Non tutti hanno la fortuna di aver avuto i genitori comunisti (Tout le monde n'a pas eu la chance d'avoir des parents communistes) è un film del 1993 diretto da Jean-Jacques Zilbermann, al suo esordio alla regia.

## Trama
Nel 1958, durante la campagna elettorale sul referendum per l'adozione della costituzione della Vª Repubblica francese, Irène, militante del PCF dalla ferrea fede nel comunismo sovietico, si prodiga per la vittoria del "no". Irène è sposata con Bernard, un calzolaio gollista la cui bottega non naviga in buone acque, tra mille litigi di natura politica e un figlio piccolo. Quando il coro dell'Armata Rossa viene ad esibirsi a Parigi, permettendo a Irène di incontrare i veterani della battaglia di Stalingrado (da piccola era stata salvata dai campi di concentramento proprio dai soldati sovietici), Bernard deve correre ai ripari nel vedersi la moglie insidiata dal solista Ivan.

## Riconoscimenti
- 1994 - Premio César
  - Candidatura per la migliore attrice a Josiane Balasko